# A. Silvestri
Amdi Silvestri, der ofte forkorter sit navn A.Silvestri, (født 11. august 1977) er en prisvindende dansk forfatter. Mest kendt for at skrive noveller i forskellige genrer, ofte med et fokus på de fantastiske temaer. Har medvirket i et utal af antologier med fortællinger i alle mulige genrer, og er både udkommet på engelsk, kinesisk og russisk. Ligeledes har han medvirket i konceptet Godnathistorier indlæst af Jesper Dein. 
Ud over selv at skrive, udarbejder han undervisningsmateriale, holder foredrag, indlæser lydbøger, er redaktør og har tidligere anmeldt selvudgiver-bøger til internet-sitet Metrord.

## Bøger af A.Silvestri
- Køtere dør om vinteren (novellesamling) (2010)
- Pandaemonium (roman) (2011)
- Faderens sønner (novellesamling) (2011)
- Optisk bedrag (novellesamling) (2012)
- Ambrosia/Live (dobbelt kortroman) (2014)
- Al kødets gang (kortroman) (2015)
- Kærlighedsfrugt (novellesamling) (2015)
- Sand og sten, stål og glas (opsamling) (2016)
- Fast arbejde (opsamling) (2017)
- Scener fra et parforhold (roman) (2018)
- FebruaryFICTION (kortprosa) (2018) - i samarbejde med A.Rune.
- King (billedroman) (2018) - illustreret af Christoffer Gertz Bech.
- Slør (roman) (2018)
- Jeg ved godt, du er der (opsamling) (2018)
- Et satans arbejde (roman) (2019)
- Tre (rammeroman) (2020)
- Næsten her (novellesamling) (2020)
- Vardekød (roman) (2021)
- Für Elise (roman) (2022)
- Tanker om at flygte (novellesamling) (2023)

## Udvalgte noveller af A.Silvestri
- Atjuh! (2009) – vinder af Fantastiks novellekonkurrence 2009
- Je ne sais quoi (2009) – vinder af Forlaget Valetas novellekonkurrence 2009
- Den jeg elsker (2009) – vinder af fanzinet Science Fictions novellekonkurrence 2009
- Hest (2011) – vinder af Fantastiks novellekonkurrence 2011
- Æskulap (2012) – vinder af fanzinet Science Fictions novellekonkurrence 2011
- Voisinismen (2013) - vinder af fanzinet Science Fictions novellekonkurrence 2013
- Flagermus (2014) - vinder af Furesø Kommunes novellekonkurrence 2014
- Udyr (2014) - vinder af Forlaget Kandors novellekonkurrence Varulv, 2014
- Alfred fylder femten (2022) - skrevet til Dansk Erhvervs Tigerråd-vision, 2022

## Priser
- 2009 Fantastik-prisen (Foreningen Fantastik) for novellen When the music's over.
- 2011 Niels Klim-prisen i kategorien Langnovelle for novellen Faderens sønner.
- 2014 Niels Klim-prisen i kategorien Kortroman for kortromanen Live
- 2015 Niels Klim-prisen i kategorien Novelle for novellen Itu
- 2019 Niels Klim-prisen i kategorien Langnovelle for novellen Jeg ved godt, du er der
- 2021 Niels Klim-prisen i kategorien Langnovelle for novellen Det tynde øl
- 2022 Årets Danske Horrorudgivelse 2021 for romanen Vardekød
- 2024 Modtager af Fonden Leo Estvads hæderslegat